# Nicola Napolitano
Nicola Napolitano dit Caprariello (né le 28 février 1838 à Nola, fusillé le 10 septembre 1863 à Nola) est un guérillero italien actif dans la province d'Avellino. Son surnom dérive de son métier de berger d'un troupeau de chèvres (capre).

## Biographie
Nicola Napolitano est le fils de Sabato Napolitano et Carmela, paysans de Naples. En 1861, il est appelé au service militaire institué par le nouveau Royaume d'Italie, inconnu sous le régime des Bourbons.
Récalcitrant, il est arrêté et recruté par la force, mais il déserte presque aussitôt et rejoint la bande de brigands des frères nolanais La Gala, qui a un rôle de premier plan, connue pour sa férocité, au point qu'au cours de l'année 1862, il constitue et dirige sa propre bande.
Arrêté à la suite d'une fusillade le 8 septembre 1863, il est fusillé dans sa ville natale, le 10 du même mois. Sa femme, ses fils et ses sœurs sont arrêtés et condamnés, par le conseil de guerre, aux travaux forcés, les uns à perpétuité, les autres à temps,.

## Sources
- (it) Cet article est partiellement ou en totalité issu de l’article de Wikipédia en italien intitulé « Nicola Napolitano » (voir la liste des auteurs).
- (it) Deputazione napoletana di storia patria, Archivio storico per le province napoletane, Detken & Rocholl et F. Giannini editore, 1983
- Oscar de Poli, De Naples à Palerme (1863-1864), Paris, Éditions Dupray de la Mahérie, 1865, 490 p. (lire en ligne)